# Obuvnictví

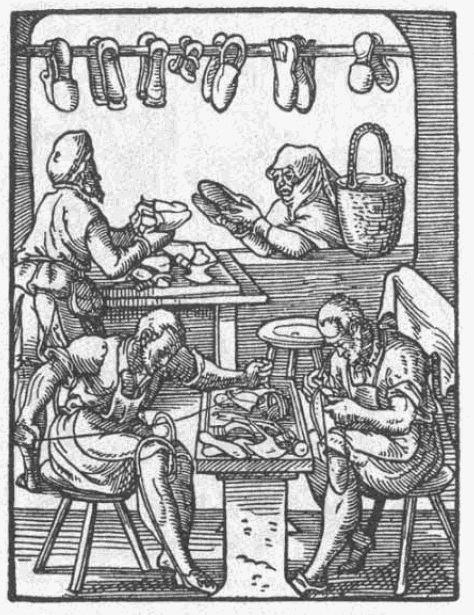
Vyobrazení ševcovské dílny z roku 1568

Obuvnictví zvané též ševcovství je obor zabývající se výrobou obuvi. S ohledem na nejčastěji používané materiály je považován za odvětví kožedělného a textilního průmyslu. Osoba obuv vyrábějící se nazývá obuvník čili švec. Povolání ševce patří mezi tradiční řemesla.
Tradičním materiálem na výrobu bot v evropské kultuře byla kůže, proto byl výkon ševcovského řemesla často spojen obecněji se zpracováním kůže, například se sedlářstvím. Mezi speciální ševcovské potřeby patří ševcovské kopyto, šídlo, verpánek i speciální nitě dratev.
V obuvnictví je používána řada dalších materiálů, zejména guma, plast, juta, dřevo (dříve například dřeváky, dnes například podrážka u „korkových“ sandálů). Ruční výroba bot byla do značné míra nahrazena výrobou strojní, na čemž se během začátku 20. století podílel i český obuvník Tomáš Baťa, který z tehdejšího Československa udělal obuvnickou velmoc.

## Historie
V cechovní heraldice má ševcovský cech ve znaku tři nohy obuté do škorní s ostruhami. Staroměstští ševci užívali již v roce 1440 tento znak na modré korouhvi. Ševcovský znak byl používán i na pečetidech a cechovních předmětech, a protože řemeslo ševců bylo početné, jsou tyto předměty četně zastoupeny i v muzejních cechovních sbírkách. Ševci dodržovali cechovní artikule. V roce 1600 bylo evidováno v Praze na Starém Městě 70 mistrů, na Malé Straně 50 a na  Novém Městě 91 mistrů.
Patronem ševců jsou svatí Kryšpín a Krispinián (Crispinus a Crispinianus), kteří kradli kůže a vyráběli z nich boty, jimiž zdarma obdarovávali chudé. Postavy ševců se hojně vyskytují v lidových pohádkách.

## Galerie

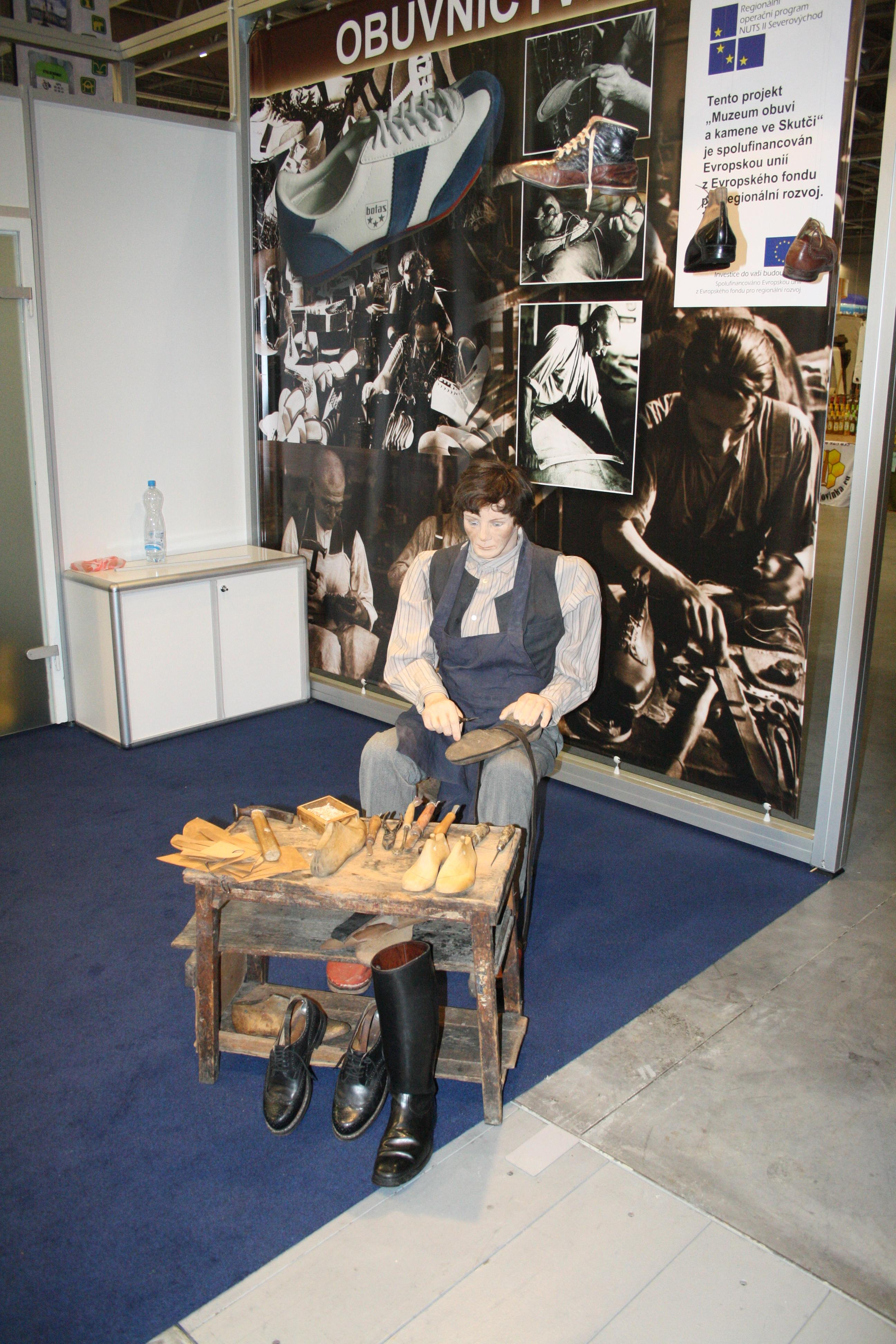
Muzeum obuvi a kamene ve Skutči
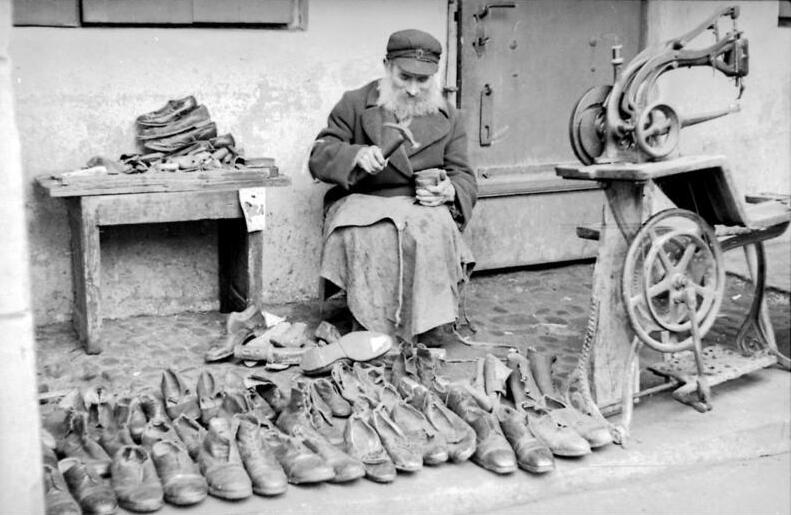
Polský švec, rok 1941
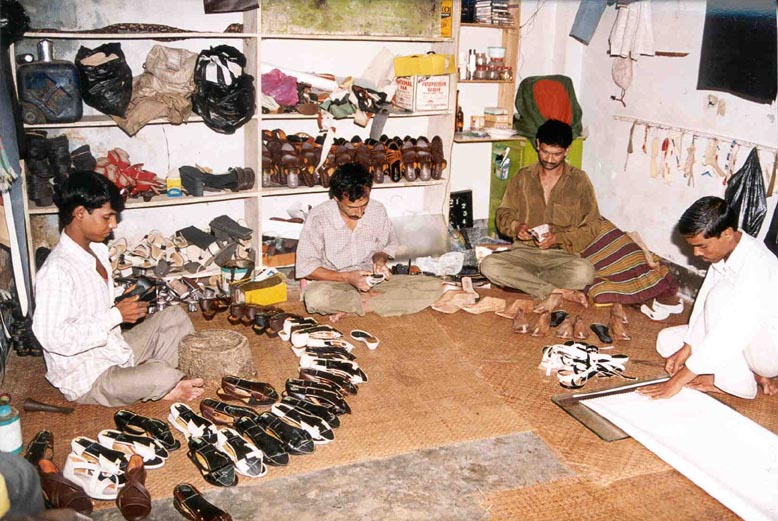
Bangladéš, rok 2004